# Монографија „Небојша Глоговац“
Монографија „Небојша Глоговац“ је књига посвећена српском глумцу Небојши Глоговцу. Књига је објављена 2019. године, а ауторство потписује новинарка Татјана Њежић.
Књигу је издало Удружење драмских уметника Србије, а велики допринос дали су Глоговчеве колеге и пријатељи који су у ауторским текстовима на особен начин приказали његов лик и дело.

## О књизи
Монографија о Небојши Глоговцу садржи 248 страна, више од 100 фотографија, а издата је у 1500 примерака. Ауторка је Татјана Њежић, издавача потписује Удружење драмских уметника Србије, док су суиздавачи Вулкан издаваштво и Библиотека града Београда. Уредник издања је Марија Радић, док је за лектуру био задужен Борко Вукосав. Дизајн и прелом радила је Милица Радојевић, а посао техничког уредника књиге потписује Милета Милетић. Издање књиге подржали су Министарство културе и информисања Републике Србије и Секретаријат за културу Града Београда.
Књига је подељена у више целина, а прва под називом „Сцене и екрани” садржи текстове о позоришном, филмском и телевизијском опусу Небојше Глоговца из текстова Горчина Стојановића, Мирољуба Стојановића и Драгана Илића.
Друга и најобимнија целина под називом „Речи које живот значе” садржи двадесетак поглавља који се састоје од Глоговчевих речи и исказа, док трећу целину књиге чине белешке.
Четврта целина књиге, која носи назив „Рекли су”, обухвата прилоге 18 реномираних уметника и стваралаца. У књизи су о Небојши Глоговцу говорили и писали Дејан Мијач, Бранка Катић, Јагош Марковић, Ксенија Маринковић, Горан Паскаљевић, Наташа Нинковић, Угљеша Шајтинац, Војин Ћетковић, Ленка Удовички, Дејан Дуковски, Јелисавета Сека Саблић, Рајко Грлић, Горан Шушљик, Александар Поповски, Радивоје Андрић, Анте Томић и други. У књизи је заступљен и говор владике Григорија епископа диселдорфског и немачког.
У наредној целини књиге налази се попис улога и награда Небојше Глоговца, као и сажетак на енглеском језику, на који је превео Милорад Вујошевић.
На последњим страницама књиге, уместо поговора, Татјана Њежић је забележила : 
Мало је рећи да се човек среће с великим дилемама у настојању да склопи скицу за портрет једног импресивног уметничког и људског бића, бића чије је име Небојша Глоговац, на страницама монографије која је припадајући део наше највеће глумачке награде Добричин прстен. Колика је част била прихватити се тога посла, по одлуци председништва УДУС-а, посебна је тема. Као и питање одговорности, изазова, зебњи... Небојша Глоговац је, кроз своје роле, чинио немогуће кораке који нас приближавају чудесности живота. Својим бављењем уметношћу глуме отварао је нове светове, нове хоризонте, нове видике...
Поред пријатеља и колега, допринос књизи дали су Мина и Милица Глоговац, које су ауторки уступиле велики број материјала везаних за Глоговца, фотографије, личне ствари, писма, белешке и позивнице. Књигу је такође помогао глумац Војислав Брајовић, као и уредница фотографије Маја Медић.
Књига је представљена на годишњицу смрти Глоговца, 9. фебруара 2019. године у оквиру манифестације „Сећање на Небојшу Глоговца” у Југословенском драмском позоришту. Након тога, књига је представљена у Лазаревцу у оквиру манифестације „Дани Лазаревца”, у оквиру манифестације „ LIFFE” у Лесковцу, у Центру за културу у Тиват и на многим другим местима.